# Katō Tomosaburō
El Vizconde Katō Tomosaburō (加藤友三郎?   22 de febrero de 1861-24 de agosto de 1923) fue un oficial de carrera de la Marina Imperial Japonesa y 21.º primer ministro de Japón (12 de junio de 1922 - 24 de agosto de 1923).

## Biografía
Nació en la ciudad de Hiroshima, provincia de Aki (actual prefectura de Hiroshima) en el seno de una familia de samuráis y se enroló en la Séptima promoción de la Academia Naval Imperial Japonesa y se graduó como segundo de una promoción de 30 cadetes. Se especializó tanto en artillería naval como en navegación.

## Trayectoria

### Naval
Tras su nombramiento como teniente, en 1887, Katō sirvió en la corbeta Tsukuba y luego en el crucero Takachiho. Durante la primera guerra sino-japonesa, sirvió en un puesto de combate como oficial de artillería en el crucero Yoshino. Una vez finalizada  la guerra, ocupó numerosos puestos de estado mayor antes de ser ascendido a comandante. Fue comandante segundo en el acorazado Yashima y capitán del cañonero Tsukushi. Fue ascendido a contraalmirante el 1 de septiembre de 1904.
Durante la guerra ruso-japonesa, sirvgió como jefe de Estado Mayor del Almirante Tōgō Heihachirō en el acorazado Mikasa', ayudando en la victoria de Japón en la Batalla de Tsushima... Durante este tiempo, sufrió de un estómago muy débil, y estuvo vomitando mientras emitía órdenes a lo largo de la batalla, a pesar de haber tomado grandes cantidades de medicamentos.
Se convirtió en Viceministro de la Marina en 1906, días antes de ser ascendido a vicealmirante el 28 de agosto de 1908. En 1909, fue nombrado comandante del distrito Naval de Kure y en 1913 fue nombrado Comandante en Jefe de la Flota Combinada.
En agosto de 1915 fue nombrado como ministro de la Marina, poco antes de su promoción como almirante el 28 de agosto de 1915. Desempeñó este cargo en los gabinetes de Okuma Shigenobu, Terauchi Masatake, Hara Takashi y Takahashi Korekiyo. Fue comisionado plenipotenciario de Japón en la Conferencia Naval de Washington, y trabajó con el embajador Shidehara Kijuro en las negociaciones que condujeron al Tratado de las Cinco Potencias.

### Como primer ministro

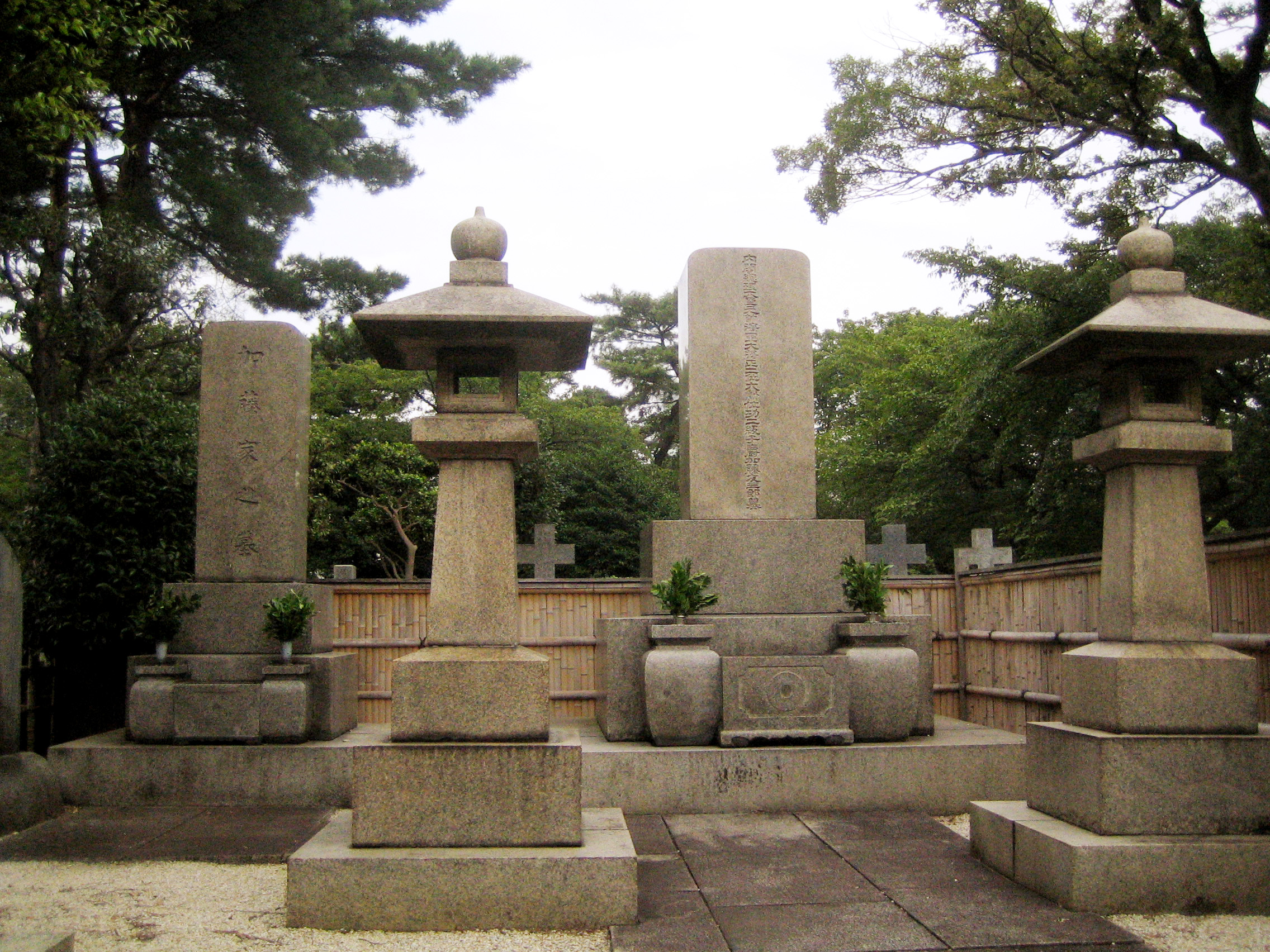
Tumba de Katō Tomosaburō en Tokio.

Tras su regreso a Japón, fue nombrado 21.º primer ministro de Japón en reconocimiento a su actuación en la Conferencia Naval de Washington. Su gabinete estuvo compuesto principalmente por burócratas y miembros de la Cámara de Pares, lo que resultó impopular entre el Ejército Imperial Japonés. Durante su mandato como primer ministro, Katō aplicó las disposiciones del Tratado Naval de Washington, retiró las fuerzas japonesas de Shantung (China) y puso fin a la participación japonesa en la Intervención de  Siberia. Katō sucumbió a un cáncer de colon en fase avanzada y falleció un año después de tomar el cargo.
Recibió el rango honorífico de Almirante Mariscal el día antes de su muerte, y póstumamente recibió el Gran Cordón de la Orden Suprema del Crisantemo y se elevó su título a shishaku (vizconde).
Su muerte se produjo una semana antes del gran terremoto de Kantō de 1923, por lo que Japón se quedó sin primer ministro durante aquella catástrofe.
Su tumba se encuentra en el Cementerio de Aoyama en Tokio.

## Honores
Del artículo correspondiente en la Wikipedia japonesa
- Orden de la Cometa de Oro, 2.ª clase (1 de abril de 1906; 5.ª clase: 27 de septiembre de 1895)
- Gran Cordón de la Orden del Sagrado Tesoro (28 de noviembre de 1913; Segunda Clase: 30 de noviembre de 1905; Quinta Clase: 9 de mayo de 1899; Sexta Clase: 24 de noviembre de 1894)
- Gran Cordón de la Orden del Sol Naciente (14 de julio de 1916; Segunda Clase: 1 de abril de 1906; Sexta Clase: 27 de septiembre de 1895)
- Barón (7 de septiembre de 1920)
- Gran Cordón de la Orden de las Flores de Paulownia (7 de septiembre de 1920)
- Gran Cordón de la Orden del Crisantemo (24 de agosto de 1923; a título póstumo)
- Vizconde (24 de agosto de 1923; a título póstumo)